# St. Ägidius (Bergen)

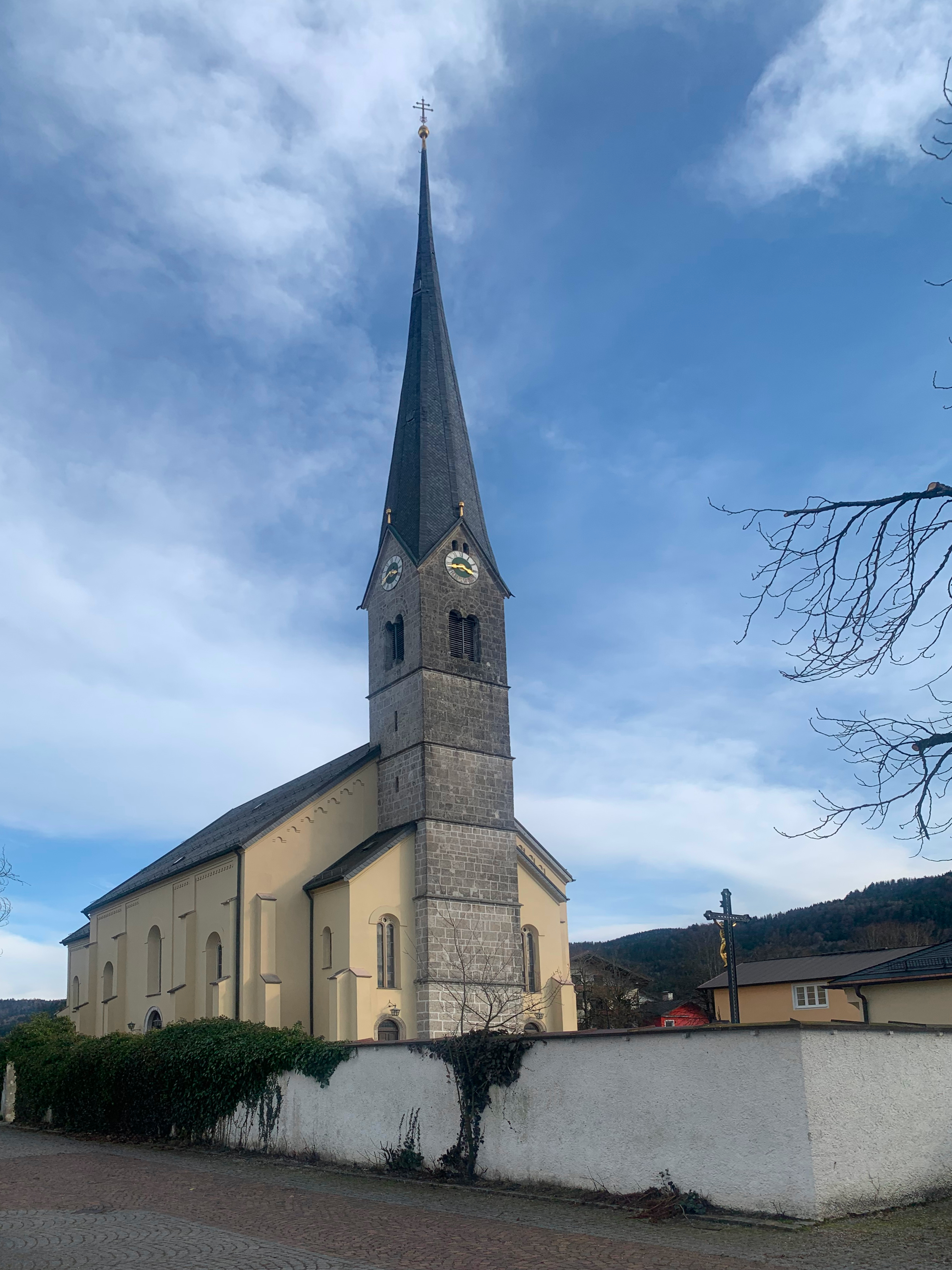
Pfarrkirche St. Ägidius

Die Pfarrkirche St. Ägidius ist eine römisch-katholische Kirche im Erzbistum München und Freising in der Gemeinde Bergen im oberbayerischen Landkreis Traunstein.

## Geschichte
Der Ort Bergen wurde erstmals 924 urkundlich erwähnt.
Bis zum 14. Jahrhundert gab es keine Kirche in dem Ort. Bergen gehörte damals zur Pfarrei Vachendorf, das nächstgelegene Gotteshaus war die Filialkirche St. Jakobus in Bernhaupten. Gegen Ende des 14. Jahrhunderts wurde die erste Kirche in Bergen erbaut. Als Zukirche der Pfarrkirche Mariä Himmelfahrt in Vachendorf wurde diese am 19. April 1513 eingeweiht. Am 1. September 1863 wurde der Grundstein für den Kirchenneubau gelegt. Es handelt sich um eine spätklassizistische Bauform. Der Bau wurde 1866 unter dem Baumeister Franz Schegg beendet. Die Weihe vollzog am 14. September 1866 Erzbischof Gregor von Scherr. 1869 wurde der Kirchturm auf 59,15 Meter erhöht und an die neue Kirche angepasst. Zu den seit 1846 vorhandenen drei Glocken kamen 1872 zwei weitere hinzu.

## Kunst in der Pfarrkirche
Der Taufstein aus Tegernseer Marmor stammt aus dem Jahre 1866. Der Innenraum wurde durch den Traunsteiner Historienmaler Max Fürst gestaltet. 1908 wurde der alte Hochaltar durch das bis jetzt erhaltene Steinrelief ersetzt. Die beiden Seitenaltäre stammen aus dem Jahr 1915 und wurden durch den Münchner Historienmaler Ludwig Schnitzenbaumer erstellt. Im Altarraum stammen die Statuen der Mater dolorosa und de Ece homo noch von der alten Kircheneinrichtung. Bei der letzten umfassenden Renovierung (1976–1978) stellte der Architekt Vinzenz Dufter aus Siegsdorf die ursprüngliche Einheit von klassizistischer Architektur und nazarenischer Ausmalung wieder her.